# 옥스 (영화)
옥스(Oxen, The Ox)는 덴마크에서 제작된 스벤 닉비스트 감독의 1991년 드라마 영화이다. 스텔란 스카스가드 등이 주연으로 출연하였고 장 두마니안 등이 제작에 참여하였다.

## 출연

### 주연
- 스텔란 스카스가드

### 조연
- 레나트 휼스트롬
- 에바 프롤링
- 막스 폰 시도우
- 리브 울만

## 제작진
- 공동제작: 클라스 올로프슨
- 미술: 피터 호이마크
- 의상: 잉게르 페르손